# Ceratocampinae
Ceratocampinae — підродина сатурнієвих, представники мають розміри 32-150 мм.

## Поширення
У Північній Америці зустрічаються 22 представники з 5 родів, у Канаді 8 видів. У Мексиці близько 50 видів.

## Систематика
- Adeloneivaia
- Adelowalkeria
- Almeidella
- Anisota
- Arpiella
- Basilona
- Bathyphlebia
- Bouvierina
- Ceratesa
- Ceropoda
- Ciattia
- Cicia
- Citheronia
- Citheronioides
- Citheronula
  - Citheronula armata (Rothschild, 1907)  — Південна Бразилія та Парагвай
- Citioica
- Crenudia
- Dacunju
- Dryocampa
- Eacles
- Eruca
- Gabi
- Giacomellia
- Kanzia
- Lepidoiticicia
- Megaceresa
- Neorcarnegia
- Oiticella
- Oiticicia
- Othorene
- Procitheronia
- Psephopaectes
- Psigida
- Psilopygida
- Psilopygoides
- Ptiloscola
- Rachesa
- Schausiella
- Scolesa
- Sphingicampa
- Syssphinx